# コッレヴェッキオ
コッレヴェッキオ（伊: Collevecchio）は、イタリア共和国ラツィオ州リエーティ県にある、人口約1,600人の基礎自治体（コムーネ）。

## 地理

### 位置・広がり
リエーティ県のコムーネ。県都リエーティから西南西へ26kmの距離にある。

#### 隣接コムーネ
隣接するコムーネは以下の通り。括弧内のVTはヴィテルボ県、RMはローマ県所属を示す。
- チーヴィタ・カステッラーナ (VT)
- マリアーノ・サビーナ
- モンテブオーノ
- ポンツァーノ・ロマーノ (RM)
- スティミリアーノ
- タラーノ

### 気候分類・地震分類
コッレヴェッキオにおけるイタリアの気候分類 (it) および度日は、zona D, 1899 GGである。
また、イタリアの地震リスク階級 (it) では、zona 2B (sismicità media) に分類される。